# Lawrence Moran
Lawrence Patrick Moran (ur. 28 lipca 1907 w Oakleigh - zm. 15 marca 1970) – australijski duchowny rzymskokatolicki, w latach 1964-1970 biskup pomocniczy Melbourne. 

## Życiorys
Święcenia prezbiteratu przyjął 26 lipca 1936 w archidiecezji Melbourne z rąk arcybiskupa metropolity Daniela Mannixa. 9 listopada 1964 papież Paweł VI mianował go biskupem pomocniczym Melbourne ze stolicą tytularną Caesarea Philippi. Papież osobiście udzielił mu sakry w dniu 3 grudnia 1964, współkonsekratorami byli arcybiskup Cape Coast (Ghana) John Kodwo Amissah oraz arcybiskup koadiutor Adelaide James William Gleeson. Uczestniczył w czwartej sesji soboru watykańskiego II. Zmarł 15 marca 1970 w wieku 62 lat. 